# Anhurmose
Anhurmose war ein hoher altägyptischer Beamter, der unter Ramses II. und Merenptah lebte und amtierte. Er ist vor allem von seinem dekorierten Grab bei El Mashayich (Lepidotonpolis) (nahe bei Girga) bekannt. 
In seinem Grab findet sich eine lange biographische Inschrift, anhand der seine Karriere rekonstruiert werden kann. Anhurmose begann seine Karriere im Militär und berichtet, dass er auf einem Schiff gedient hat, doch ist es unsicher, was er dort genau tat. Er rühmt sich in der Schule gesessen und nicht gezappelt zu haben. Er diente dann in der Armee und folgte dem König auf diversen Feldzügen. Er war Schreiber der Armee und Wagenlenker und wurde vom Herrscher zum Freund ernannt, womit er dann zum engsten Königsumfeld gehörte. Es ist nicht genau bekannt, unter welchem Herrscher dies geschah. Im Grab von Anhurmose wird nur König Merenptah erwähnt, der jedoch nur etwa 10 Jahre regierte. Die militärische Karriere mag jedoch eher unter Ramses II., dem Vorgänger von Merenptah, stattgefunden haben. Am Ende seiner Karriere wurde Anhurmose dann jedenfalls zum Hohenpriester der Maat, von Schu ausgewählt. Es ist nicht bekannt, was dies genau bedeutet, vielleicht erwählte der König ihn. Anhurmose war auch Hoherpriester des Onuris, wie diverse Inschriften im Grab bezeugen.
Im Grab des Anhurmose werden zwei Gemahlinnen, Tawerethetepted und Sechemetnefert, genannt. Sein Vater war der Schreiber der Rekruten des Herren der beiden Länder Pennub. Seine Mutter war eine gewisse Iyemweni. Zwei Söhne sind namentlich bekannt: Hui und Pennub.